# Rolandbrunnen (Berlin)
Der Rolandbrunnen war eine monumentale Brunnenanlage auf dem Kemperplatz in Berlin-Tiergarten. Das 1902 eingeweihte Geschenk Kaiser Wilhelms II. an seine Residenzstadt bildete den südlichen Abschluss der Siegesallee im Großen Tiergarten. Wie die Siegesallee, das verschwundene Kaiser-Wilhelm-Nationaldenkmal und das ursprünglich vor dem Reichstagsgebäude aufgestellte Bismarck-Nationaldenkmal war der von Otto Lessing gestaltete Brunnen Bestandteil des kaiserlichen Denkmalprogramms, mit dem dieser die Hauptstadt des Deutschen Reiches überzog. Die Reste des im Zweiten Weltkrieg schwer beschädigten Brunnens wurden um 1950 abgeräumt.

## Vorgeschichte

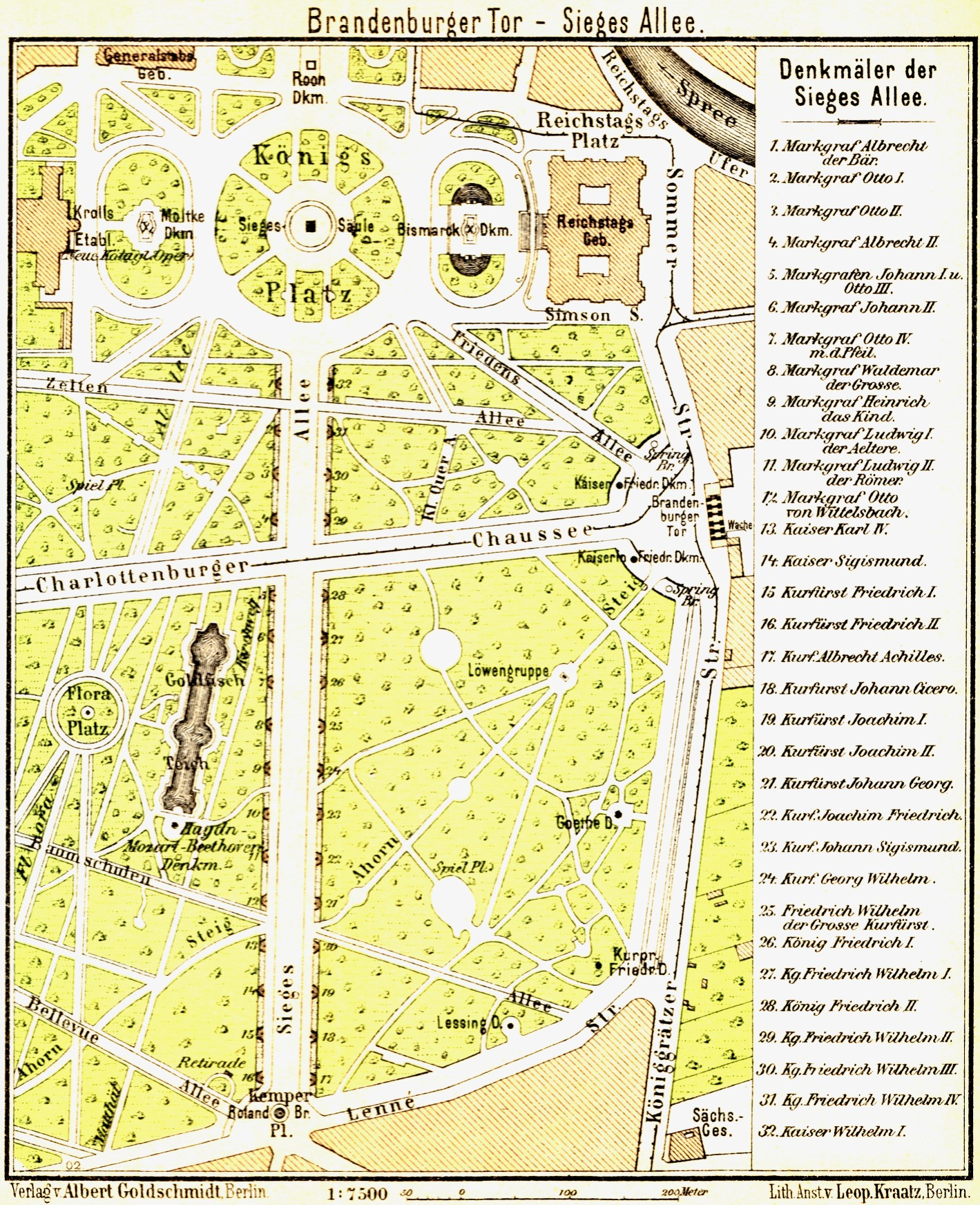
Historischer Plan der Siegesallee mit der Siegessäule als nördlichen und dem Rolandbrunnen als südlichen Abschluss

Kaiser Wilhelm II. erteilte ursprünglich dem Bildhauer Reinhold Begas den Auftrag für einen repräsentativen Kunstbrunnen als südlichen Abschluss der Siegesallee, die in den Jahren von 1895 bis 1901 unter der gemeinsamen Oberleitung des Bildhauers mit dem Architekten Gustav Halmhuber entstand. Ein Entwurf Begas’ für den Marmorbrunnen 1898 zeigt eine auf einem Felsen thronende, lorbeerpflückende Borussia, eine Allegorie Preußens, begleitet von zwei Landsknechten. Als er jedoch ebenfalls vom Kaiser den Auftrag für das prestigeträchtigere Bismarck-Nationaldenkmal erhielt, trat er vom wohl auch weniger geschätzten Auftrag wegen Arbeitsüberlastung zurück.
So erhielt Otto Lessing im April 1900 vom Kaiser den Auftrag für den Brunnen. Mit dem Wechsel des Künstlers verband sich ein Wechsel des Programms: die Brunnenfigur sollte nicht mehr Borussia darstellen, sondern Roland, ein altes Symbol städtischer Gerichtsbarkeit. Diese Programmänderung, vermutlich ein direkter Eingriff des Kaisers, sollte Bestrebungen Berliner Bürger zuvorkommen, eine Kopie des Brandenburger Rolands in Berlin aufzustellen. Den alten Berliner Roland hatte der Sage nach ein Vorgänger Kaiser Wilhelms, Kurfürst Friedrich II. (Der Eiserne), in der Spree versenken lassen. So ließ sich der Rolandbrunnen als großzügige Wiedergutmachung des Kaisers für eine Missetat seines Vorgängers interpretieren, gleichzeitig war damit aber auch das Thema Rolanddenkmal bereits besetzt. Eine Kopie des Brandenburger Rolands wurde schließlich 1905 vor dem Märkischen Museum aufgestellt. In der fertiggestellten Siegesallee befand sich pikanterweise Kurfürst Friedrich II. (Nummer 16 in nebenstehendem Plan) in unmittelbarer Nachbarschaft des Rolandbrunnens.
Bereits im Mai 1900 legte Otto Lessing den Entwurf des Brunnens vor und vollendete nach Genehmigung der Pläne durch den Kaiser bis Dezember 1901 das Ausführungsmodell. In der ersten Hälfte des Jahres 1902 erfolgte die Ausführung. Zur Aufstellung des Brunnens auf dem Kemperplatz musste der spätklassizistische Wrangelbrunnen weichen, der bisher dort aufgestellt war. Er wurde an seinen heutigen Standort an der Grimmstraße in Berlin-Kreuzberg umgesetzt. Am 25. August 1902 fand die feierliche Enthüllung des Brunnens statt.

## Beschreibung des Brunnens

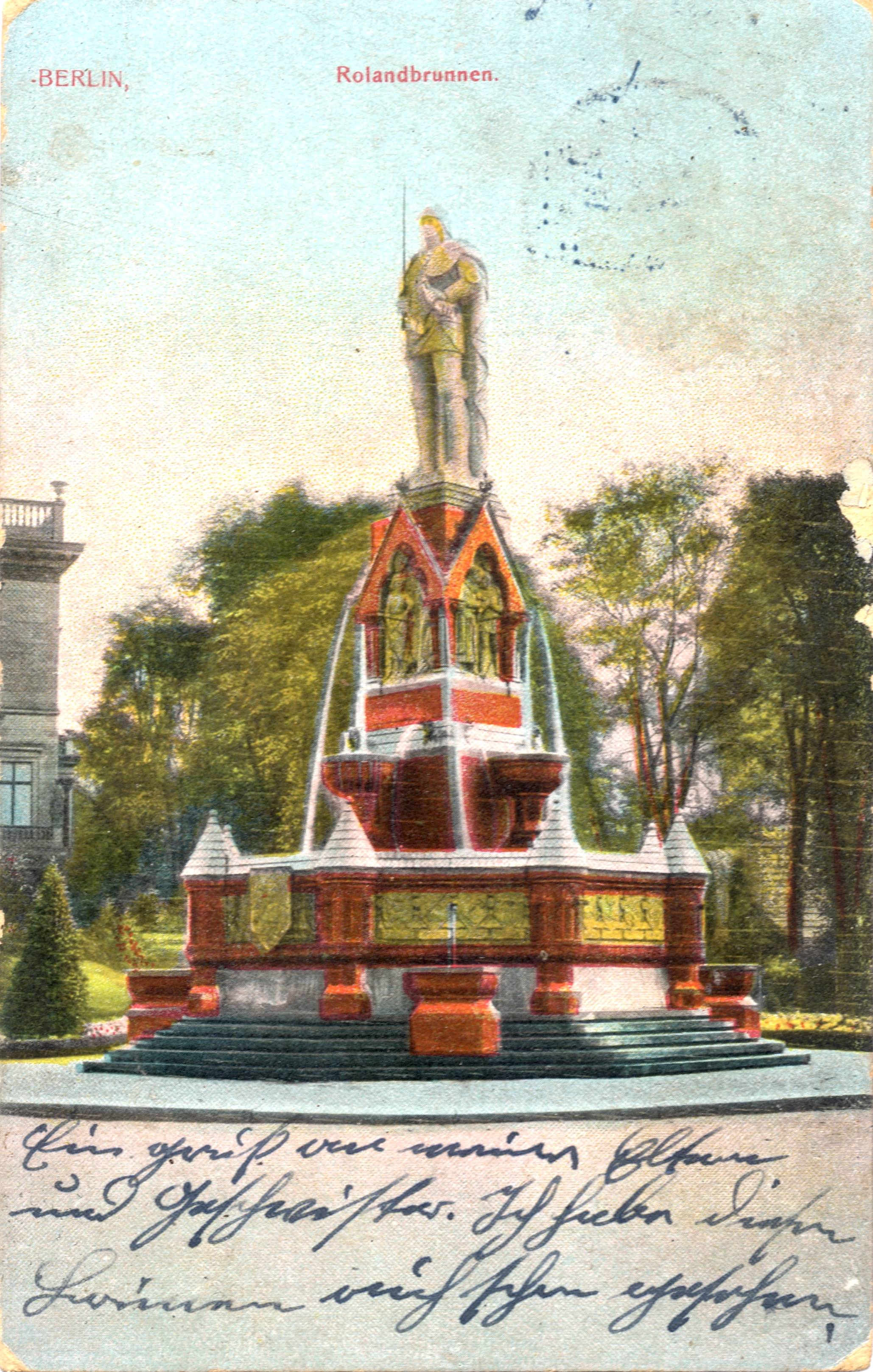
Farbige Postkarte des Rolandbrunnens

Dem mittelalterlichen Thema entsprechend orientierte sich Otto Lessing bei der Gestaltung an neugotischen und neoromanischen Formen. Die Vielfalt der Materialien – verschiedene Granite, Eisen, teils vergoldet oder mit Email überzogen, Bronze – erzielte eine starke Farbigkeit und entsprach dem seinerzeitigen Bild des farbenprächtigen Mittelalters. Die verschiedenen Farben steigerten sicher den etwas märchenhaften Charakter der Brunnenanlage.
Über einem fünfstufigen Unterbau, in den vier Außenbecken eingelassen waren, erhob sich das achteckige Hauptbecken. Die Ecken waren als stilisierte Türmchen ausgebildet, was die Assoziation mit einer Stadtmauer wecken sollte. Die zwischen den Türmchen liegenden Wände des Hauptbeckens überzog ein Fries von je vier Wappen Alt-Berliner Familien. Die der Siegesallee zugewandte Seite zeigte nur zwei Familienwappen und in der Mitte ein hervortretendes, größer gearbeitetes Wappen Berlins in der vom 15. bis zu Beginn des 18. Jahrhunderts verwendeten Form. Es zeigte einen Bären, dem ein Adler die Klauen in den Rücken schlägt. Die Wappen aus emaillierten Eisenplatten fertigte Lessings Schwager, Carl Cowen Schirm. An den Wappen traten bald nach der Aufstellung Rostschäden auf.
Im Zentrum des Beckens stand auf dem als Sockel ausgeprägten Brunnenstock die 3,75 Meter hohe Rolandfigur aus norwegischem Granit. Roland, mit Rüstung und Schulterumhang, das erhobene Richtschwert in der Rechten und das Olifant, ein Signalhorn, in der Linken, blickte in Richtung der Siegesallee auf die Siegessäule am anderen Ende. Die Firma Erik Gudes, ein weiterer Schwager Lessings, mit Sitz in Kristiania (heute: Oslo) führte die Rolandfigur aus. Sie wurde am 15. Mai 1902 mit dem Segelschiff Laura nach Stettin gebracht und danach vermutlich mit der Eisenbahn nach Berlin transportiert. Zuvor konnten die Einwohner Kristianias das Bildwerk besichtigen. Die Gesamthöhe des Brunnens betrug 10,75 Meter.
Dem quadratischen Brunnenstock waren unten auf jeder Seite auf kleinen schwarzen Labrador-Säulen ruhende Halbschalenbecken vorgelagert. Im oberen Bereich nahmen vier mit Dreipassbogen abgeschlossene und mit krabbenbesetzten Wimpergen bekrönte Blendnischen die 1,5 Meter hohe Eisenreliefs auf. Die vier bei Galdenbeck gegossenen Reliefs, aus denen die schmiedeeisernen Wasserspender ragten, zeigten jeweils in Paaren von zwei Figuren mittelalterliche Stände sowie die Rivalität zwischen Berlin und Cölln. Das Paar Ritter und Gelehrter stand für die Patrizier, das Paar Brauer und Schmied für die zunftlosen Gewerke und das Paar Gewandschneider und Fleischer für die Zünfte. Zwei streitende Frauen, begleitet von Hund und Katze, verkörperten die in wenig gutem Einverständnis lebenden Schwesterstädte Berlin und Kölln. Die Reliefs entstanden wie der Wappenkranz am Hauptbecken in Schirms Werkstatt. Auf den Schrägen, die sich durch die Verjüngung des Sockels oberhalb der Halbschalenbecken ergaben, saßen durch die Bronzegießerei Gladenbeck AG vorm. Gladenbeck & Sohn in Berlin gefertigte Frösche aus Bronze als zusätzliche Wasserspeier.

## Kritik
Die offizielle Kunstkritik lobte den Rolandbrunnen als gelungene Veranschaulichung der Berliner Lokalgeschichte. Der Kaiser allerdings war mit dem ausgeführten Brunnen nicht zufrieden, und auch Otto Lessing erschien das Kunstwerk nicht gelungen. Zeitgenössische Kritiker störten sich an der als historisch nicht korrekt empfundenen Darstellung des Roland – denn trotz der mittelalterlichen Gestaltungselemente blieben die Reliefs und Figuren in ihrem Kern neobarock, in Lessings bevorzugtem Stil.
Bei den Kritikern des kaiserlichen Kunstgeschmacks stieß der Rolandbrunnen auf heftige Ablehnung, die sich in beißenden Karikaturen manifestierte. Die Berliner Bevölkerung arrangierte sich bald mit dem Brunnen, und in einer zeitgenössischen Revue sangen sich die Riesenviktoria von der Siegessäule und der kleine Roland ein Liebesduett.

## Weitere Geschichte bis zur Zerstörung
Zu Beginn der 1920er Jahre erforderte der zunehmende Verkehr eine Umgestaltung des Kemperplatzes. Der Rolandbrunnen wurde zur Dekoration der Verkehrsinsel degradiert, prägte den Platz aber weiterhin.
In dem 1929 erschienenen Großstadtroman Berlin Alexanderplatz lässt der Schriftsteller Alfred Döblin einen „blödsinnigen Kutscher“ seinen Protagonisten Franz Biberkopf in einem Albtraum endlos um den Rolandbrunnen herumfahren.
In der Zeit des Nationalsozialismus wurde der Kemperplatz 1933 in „Skagerrakplatz“ umbenannt. Weit schwerwiegender war die Umsetzung der Siegessäule und der Siegesallee an den Großen Stern 1938/1939, die dem Brunnen seine Bezugspunkte raubte.
Im Zweiten Weltkrieg beschädigten Kampfhandlungen den Brunnen erheblich. Nachkriegsaufnahmen zeigen ein zur Hälfte gesprengtes Hauptbecken mit dem Sockel, auf dem noch die Füße der zerstörten Rolandstatue stehen. Die Überreste wurden um 1950 abgeräumt. Der ehemalige Standort des Rolandbrunnens stellt nunmehr die Zufahrt in den Tiergartentunnel (Trasse der Bundesstraße 96) dar.